# Fort Wayne
Fort Wayne är en stad i Allen County i den amerikanska delstaten Indiana. Fort Wayne är administrativ huvudort (county seat) i Allen County. Dess yta är 127,0 km². Befolkningen uppgår till cirka 220 000 invånare (2003). Cirka 17 procent av befolkningen i staden är afroamerikaner. Av befolkningen lever cirka 12 procent under fattigdomsgränsen. 
Staden är belägen i det nordöstra hörnet av delstaten cirka 160 km nordost om huvudstaden Indianapolis och cirka 30 km väster om gränsen till Ohio.
Concordia Theological Seminary är beläget i staden.

## Kända personer
- Frederick William Sievers, skulptör
- Kevin Kiermaier, Basebollspelare
- Larry Linville, skådespelare, major Frank Burns i M*A*S*H (TV-serie)
- Carole Lombard, skådespelare
- Mark Souder, politiker, kongressledamot 1995-2010.